# مسجد كامبونج بيربندهان سيراسا
مسجد كامبونج بيربندهان سيراسا يقع المسجد في ممطقة كامبونج بيربندهان سيراسا، والتي تبعد حوالي اثنين وثلاثين كيلزنتر من مدينة بندر سري بكاوان عاصمة بروناي .

## البناء
تم البدء في بناء مسجد كامبونج بيربندهان سيراسا في الخامس عشر من شهر سبتمبر من عام 1985، تم البناء على موقع أرض تبلغ مساحتها 1.74 فدان، وتم الانتهاء من أعمال البناء في شهر سبتمبر من عام 1986، مع نفقات انشائية بلغت 514،360.00 دولار .

## الافتتاح
افتتح مسجد كامبونج بيربندهان سيراسا رسميا من قبل الأستاذ الحاج يحيى بن حاجي إبراهيم نائب وزير الشؤون الدينية في حكومة بروناي دار السلام في ذلك الوقت، وكان ذلك يوم الجمعة الثالث من شهر محرم من عام 1407 هـ الموافق الثامن والعشرين من شهر أغسطس من عام 1987 .

## استيعاب المسجد
تبلغ قدرة مسجد كامبونج بيربندهان سيراسا الاستيعابية حوالي 500 مصلي في وقت واحد.